# Silvrettahorn
Das Silvrettahorn (3244 m) ist ein vergletscherter Berggipfel der Silvrettagruppe in den Ostalpen.

## Lage und Umgebung
Über den Gipfel verläuft die Landesgrenze zwischen der Schweiz (Kanton Graubünden) und Österreich (Bundesland Vorarlberg). Das Silvrettahorn mit seinen Nachbargipfeln wird im Osten und Nordosten durch das Ochsental (Quelltal der Ill) mit dem 2 km langen Ochsentaler Gletscher, im Nordwesten durch das Klostertal sowie im Süden durch den Silvrettagletscher eingefasst.
Zu den direkten Nachbargipfeln des Silvrettahorns gehören der Knoten (3189 m) sowie die ganz auf österreichischem Boden liegenden Gipfel der Schneeglocke (3223 m ü. A.), Schattenspitze (3202 m ü. A.) und des Klostertaler Egghorns (3120 m ü. A.). Über den nach Westen ausgreifenden Grat mit der Rotfluh (3166 m ü. M.) sowie über die südöstlich gelegenen Gipfel des Silvretta-Egghorns (3147 m) und des Signalhorns (3207 m ü. M., nach BEV 3210 m ü. A.) verläuft die Staatsgrenze.

## Geologie
Der geologische Aufbau des Silvrettahorns ist relativ kompliziert. Es ist Teil der Silvrettadecke, welche die höchste tektonische Einheit der alpinen Decken im Gebiet der Silvrettagruppe bildet. Teile des kristallinen Grundgesteins gerieten bei der Alpenbildung unter sehr hohen Druck, was zur Metamorphose des Gesteins führte. Deshalb findet man heute im Gebiet glimmerreiche Gneise, welche mit hellem Granit und Amphibolit abwechseln.

## Besteigung
Das Silvrettahorn wurde 1865 von Jules Jacot mit zwei Führern erstmals bestiegen. Ausgangspunkte für die Bergbesteigung sind heute auf österreichischer Seite die Wiesbadener Hütte (2433 m ü. A.) im Ochsental und die Klostertaler Umwelthütte sowie auf schweizerischer Seite die Silvrettahütte des Schweizer Alpen-Clubs SAC auf 2341 m ü. M. und die Tuoi-Hütte, von welcher aus das Silvrettahorn über die Fuorcla dal Cunfin und den Ochsentaler Gletscher erstiegen werden kann.

## Aussicht
Die Aussicht vom Silvrettahorn ist nur durch wenige höhere Berge in der näheren Umgebung beschränkt und reicht besonders nach Südwesten und Westen sehr weit; bis zum Monte Rosa (200 km) und dem dahinterstehenden Lyskamm (203 km), zum Weißhorn (202 km) und zu den Berner Alpen mit Aletschhorn (166 km), Finsteraarhorn, Mönch und weiteren bekannten Gipfeln. Teilweise reicht der Blick auch über den Alpenhauptkamm hinweg, bspw. bis zum Care Alto und Monte Disgrazia. Weiterhin kann man (Aufzählung von Ost über Süd nach West) bspw. Zugspitze, Zuckerhütl, die Ötztaler Alpen, Ortlergruppe, Presanella, Adamello, Bernina, Pizzo Tambo, Rheinwaldhorn, Dammastock und Tödi sehen. Auch nach Baden-Württemberg kann man, sofern der Dunst es erlaubt, sehr weit schauen, so bis zum 202 km entfernten Belchen im Schwarzwald, zum Braunhörnle (1134 m, 206 km) oder zum 240 km entferntem Dreifürstenstein auf der Schwäbischen Alb.

## Bilder

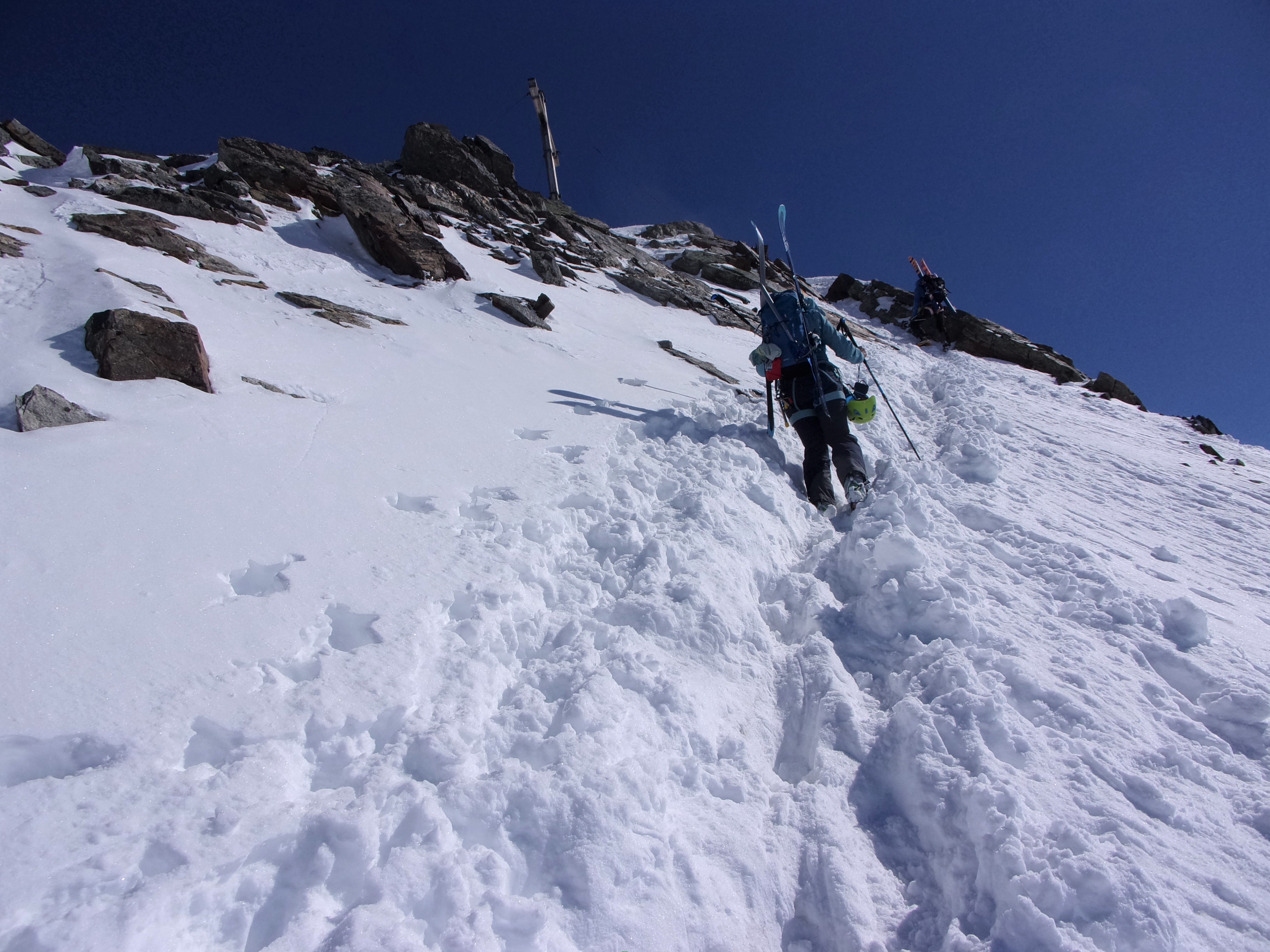
Winteraufstieg zum Silvrettahorn
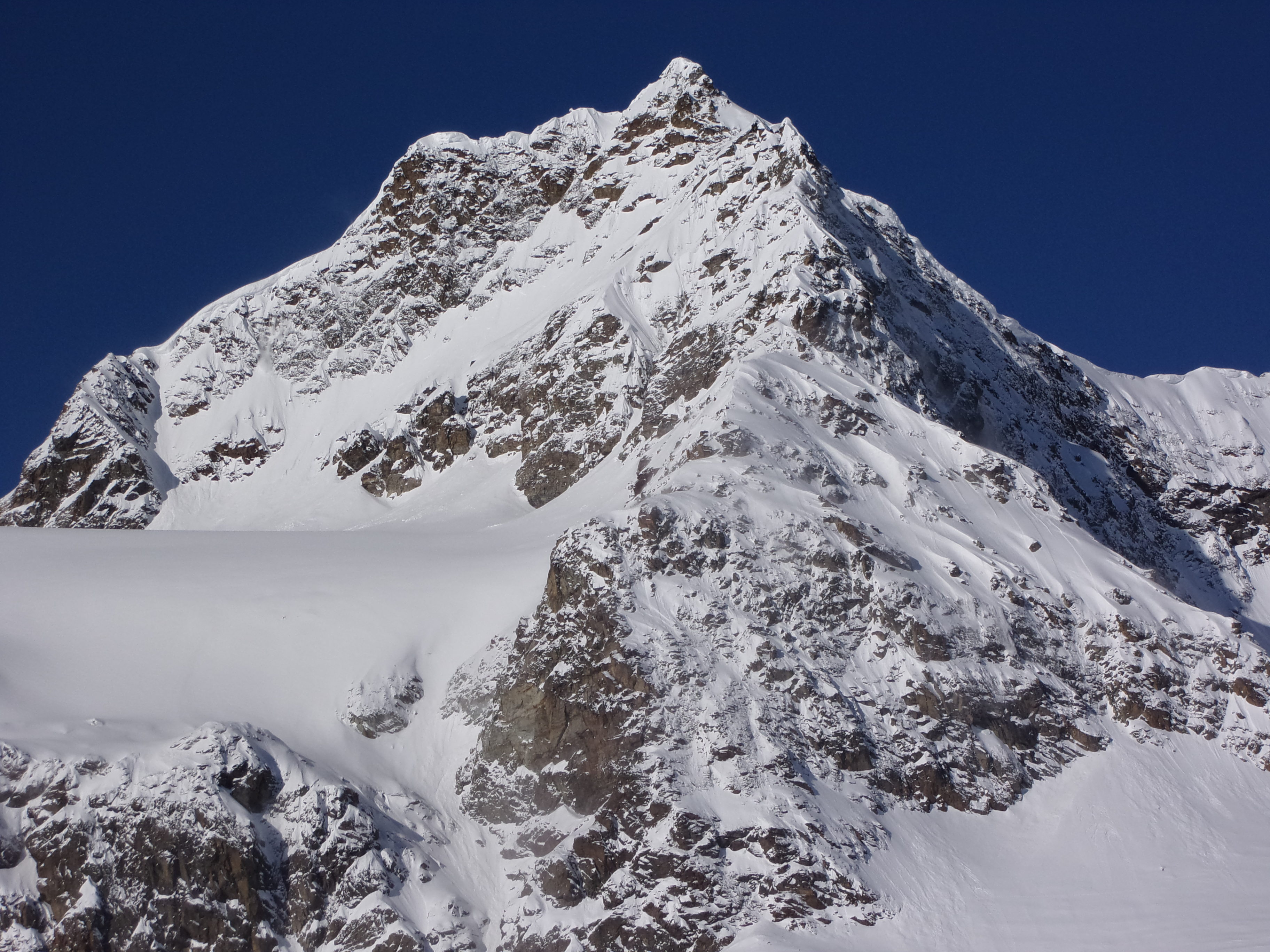
Silvrettahorn von Osten, von der Grünen Kuppe
360°-Rundblick vom Silvrettahorn
Silvrettahorn von Süden. Historisches Luftbild von Werner Friedli (1957)